# ベタニア
ベタニア（ヘブライ語 בֵּיתעַנְיָה）とは新約聖書に登場するエルサレム近郊の地名で、マリア・マルタ・ラザロ兄弟の住んでいた土地である。現在オリーヴ山の南東麓にあるパレスチナ人の村アル＝エイザリヤal-Eizariyaに当たるとされている。
イエスはエルサレムに入る前にベタニアに滞在したとされており、福音書にラザロを生き返らせる話（ヨハネ11:38）や葬りのための香油を塗られる話（ヨハネ14:3）が書かれている。
また、ベタニア（辺り）は、ルカによる福音書と使徒言行録において、イエスが天に昇った（昇天した）地とされている。
下って中世には1138年、十字軍により作られたエルサレム王国の女王メリザンド（フールク・ダンジュー王妃）がこの地に修道院を創立した。メリザンドはここで没し、孫娘のシビーユもここで育った。

## その他のベタニア
「ベタニア」という地名は別にヨルダン川東岸（上記ベタニアの30kmほど東）にも存在し、ヨハネ福音書1：28で洗礼者ヨハネが洗礼を授けていた場所とされる。欽定訳聖書ではここはベタニア（Bethany）ではなくベタバラ（Bethabara）となっている。これは士師記7：24のベト・バラ（Beth-barah）、あるいはヨシュア記18:22のベト・アラバ（Beth-arabhah）と同じともいわれている。